# Mandalay (film)
Mandalay is een Amerikaanse dramafilm uit 1934 onder regie van Michael Curtiz.

## Verhaal
Als de Russische vluchtelinge Tanya Borisoff ineens berooid in Rangoon wordt achtergelaten door haar geliefde Tony Evans, wordt ze de gastvrouw van een nachtclub. Ze besluit per de boot de Irrawaddy af te varen in de richting van Mandalay. Tijdens de scheepsreis leert ze Gregory Burton kennen, een arts met een drankprobleem die onderweg is naar een streek waar een epidemie is uitgebroken. Langzaamaan worden ze verliefd op elkaar. Dan blijkt dat ook Tony op het schip aanwezig is.

## Rolverdeling
| Acteur             | Personage              |
| ------------------ | ---------------------- |
| Kay Francis        | Tanya Borodoff         |
| Ricardo Cortez     | Tony Evans             |
| Warner Oland       | Nick                   |
| Lyle Talbot        | Dr. Gregory Burton     |
| Ruth Donnelly      | Mevrouw Peters         |
| Lucien Littlefield | Mijnheer Peters        |
| Reginald Owen      | Thomas Dawson          |
| Etienne Girardot   | Mijnheer Abernathie    |
| David Torrence     | Kapitein McAndrews     |
| Rafaela Ottiano    | Mevrouw Lacalles       |
| Halliwell Hobbes   | Dawson Ames            |
| Bodil Rosing       | Mevrouw Kleinschmidt   |
| Herman Bing        | Professor Kleinschmidt |
| Shirley Temple     | Betty Shaw             |